# Provincie Jamaširo

Mapa japonských provincií se zvýrazněnou provincií Jamaširo

Provincie Jamaširo (japonsky: 山城国; Jamaširo no kuni) byla stará japonská provincie na jejímž území se dnes rozkládá jižní část prefektury Kjóto.
Od roku 794 měl v provincii sídlo císařský dvůr (ve městě Kjóto) a během období Muromači i šógunát Ašikaga.